# Ana Luís
Ana Luísa Pereira Luís (Horta, 28 de janeiro de 1976) foi desde 2012 até 2020 presidente da Assembleia Legislativa dos Açores. É militante do PS e a primeira mulher a desempenhar o cargo.